# Натанз
Натанз (перс. نطنز) — місто в Ірані, у провінції Ісфаган. Адміністративний центр шахрестана Натанз. Населення складає трохи більше 12 тисяч осіб станом на 2006 рік. Натанз розташований у гірській місцевості на околиці солончакової пустелі, через яку проходить траса Ісфаган — Кашан.

## Історія
Поселення на місці сучасного міста вважається одним з найдавніших на території Іранського нагір'я та Іранського плато, хоча власне Натанз не згадується раніше XIII століття. У місті збереглася релігійна споруда, призначена для відправлення культу в зороастризмі — Храм Вогню, який відноситься до періоду правління династії Сасанідів. Традиційно була розвинена у місті торгівля. Цьому сприяло вигідне розташування на караванних шляхах.
Поблизу міста розташований Каркаський хребет висотою понад 3000 метрів. У цих горах (під час відступу перед військами Олександра Македонського) Артаксерксом V був убитий останній цар Ахеменідів Дарій III.

## Клімат
Натанз знаходиться у перехідній між середземноморським та тропічним кліматом степовій зоні, котра характеризується посушливим кліматом. Найтепліший місяць — липень з максимальною температурою 33.5 °C. Найхолодніший місяць — січень, з мінімальною температурою -1.7 °С.
| Клімат Натанза          | Клімат Натанза | Клімат Натанза | Клімат Натанза | Клімат Натанза | Клімат Натанза | Клімат Натанза | Клімат Натанза | Клімат Натанза | Клімат Натанза | Клімат Натанза | Клімат Натанза | Клімат Натанза | Клімат Натанза |
| Показник                | Січ.           | Лют.           | Бер.           | Квіт.          | Трав.          | Черв.          | Лип.           | Серп.          | Вер.           | Жовт.          | Лист.          | Груд.          | Рік            |
| Абсолютний максимум, °C | 6,0            | 9,0            | 13,1           | 20,0           | 25,0           | 30,9           | 33,5           | 33,1           | 28,5           | 21,7           | 13,5           | 8,3            | 20,3           |
| Абсолютний мінімум, °C  | −1,7           | −0,1           | 3,8            | 10,1           | 14,4           | 20,0           | 23,0           | 22,4           | 18,3           | 12,4           | 5,4            | 0,8            | 10,8           |
| Норма опадів, мм        | 34.0           | 23.2           | 43.3           | 28.6           | 19.8           | 2.1            | 0.5            | 0.9            | 0.1            | 5.6            | 16.6           | 20.6           | 195,3          |
| ----------------------- | -------------- | -------------- | -------------- | -------------- | -------------- | -------------- | -------------- | -------------- | -------------- | -------------- | -------------- | -------------- | -------------- |
| Джерело: weather.ir     |                |                |                |                |                |                |                |                |                |                |                |                |                |

## Пам'ятки
- П'ятнична мечеть, яка збудована за часи правління династії Буїдів, а реставрована в період царювання Халагуїдів.
- Гробниця Абдуссамада Ісфагані, суфійського шейха (входить до складу комплексу П'ятничної мечеті).
- Храм Вогню (збереглися руїни).
- Мечеть XII століття Кучех-світ зі знаменитим міхрабом сельджуцького періоду.
- Храм Орла.
- Гадамгахе-Алі.
- Розкопки Арісманських шахт — стародавнє місто металургів, у якому видобували золото і мідь.

## Промисловість
У Натанзі розташований завод зі збагачення урану. Згідно з висновками експертів МАГАТЕ, на початку 2010 року в Натанзі працювало близько 4 тисяч центрифуг для збагачення урану. Улітку 2010 року вони були частково виведені з ладу внаслідок першої в історії масштабної кібератаки на державному рівні спецслужб США та Ізраїлю.